# Trachylepis aurata
Trachylepis aurata är en ödleart som beskrevs av Carl von Linné 1758. Trachylepis aurata ingår i släktet Trachylepis och familjen skinkar. IUCN kategoriserar arten globalt som livskraftig. Inga underarter finns listade i Catalogue of Life.